# La Chapelle-Gauthier (Senna e Marna)
La Chapelle-Gauthier è un comune francese di 1 447 abitanti situato nel dipartimento di Senna e Marna nella regione dell'Île-de-France.

## Società

### Evoluzione demografica
Abitanti censiti